# Lexikon des Mittelalters
Lexikon des Mittelalters (LexMA) è una enciclopedia in lingua tedesca di storia medievale. Scritta da autori di tutto il mondo, comprende oltre 36.000 articoli in 9 volumi, ed è una risorsa fondamentale per i medievalisti di tutte le discipline.
I primi sei volumi sono stati pubblicati da Artemis (poi Artemis & Winkler), i volumi successivi da LexMA. Nel 2000 è stata pubblicata un'edizione su CD-ROM da Brepols.
Essa si occupa di tutti i settori degli studi medievali e copre un periodo che va dal 300 al 1500 per l'intera Europa e parti del Medio Oriente e Nordafrica. Le radici antiche della cultura occidentale, così come le culture vicine: bizantina, araba ed ebraica, occupano una
posizione preminente nell'enciclopedia.

## Accoglienza e critiche all'opera
Il primo volume è stato ampiamente elogiato; G.A. Holmes, in The English Historical Review, formulò la previsione che l'intera enciclopedia sarebbe stata «una valida opera di riferimento, di un genere che sinora mancava ai medievisti». H. Chadwick, in The Journal of Theological Studies, ha definito il Lexikon «una necessaria e notevole opera di riferimento». La sua copertura di argomenti relativi all'Islam è stata elogiata, sebbene il medesimo recensore abbia definita la copertura di argomenti relativi all'Ebraismo «modesta, al confronto».
L'edizione su CD-ROM è stata scelta fra i "Selected Reference Books of 2001-2002" dal College & Research Libraries.

## Edizioni
- Lexikon des Mittelalters. Monaco di Baviera: LexMA-Verlag, 1980 segg. ISBN 3-423-59057-2.
- Lexikon des Mittelalters Online. Turnhout: Brepols, 2009. ISBN 978-2-503-52415-3.